# 小林久明
小林 久明（こばやし ひさあき、1915年9月3日 - 1990年12月17日）は、日本の経営者。三菱鉱業セメント社長を務めた。長野県長野市出身。

## 経歴・人物
1939年に東京帝国大学経済学部経済学科を卒業し、1948年に三菱鉱業に入社。1963年に三菱セメントに出向し、1967年5月に取締役に就任し、1970年11月に常務、1973年11月に三菱鉱業セメント専務、1974年11月に副社長を経て、1976年6月には社長に就任。1986年6月には会長に就任。
1987年11月に勲二等瑞宝章を受章。
1990年12月17日心不全のために死去。75歳没。